# The Ant Bully (videojuego)
The Ant Bully es un videojuego basado en la película animada bajo el mismo título. La primera vez fue anunciada el 24 de julio de 2006 junto con el anunciamiento del film. La historia y las acciones corresponden a la película.

## Gameplay
El juego está dividido bajo las introducciones de las misiones, una contradicción del juego sigue al lineal diseñador. El juego es un tradicional juego de acción/aventura, con los jugadores tienen el talento de usar diferentes armas para despejar una misión y pasar al siguiente nivel.

## Recepción
La recepción para el juego estuvo mezclado, con sitios como son eToychest dándole un 10/100 mientras que Game Informer lo calificó con un 6.5/10. La mayoría de las críticas derribaron en un rango de 40-50, con críticadores criticando el gameplay superficial.
- Datos: Q3141079